# 王肅 (成化進士)
王肅（1436年—？），字崇恭，江西臨江府新喻縣人，民籍。明朝政治人物。進士出身。

## 生平
江西鄉試第二十六名。成化八年（1472年）壬辰科會試第一百三十二名，殿試登進士第三甲第六十一名。

## 家族
曾祖父王中立。祖父王和義。父亲王同德。